# Arholzen
Arholzen is een gemeente in de Duitse deelstaat Nedersaksen. De gemeente maakt deel uit van de Samtgemeinde Eschershausen-Stadtoldendorf in het Landkreis Holzminden. Arholzen telt 394 inwoners.

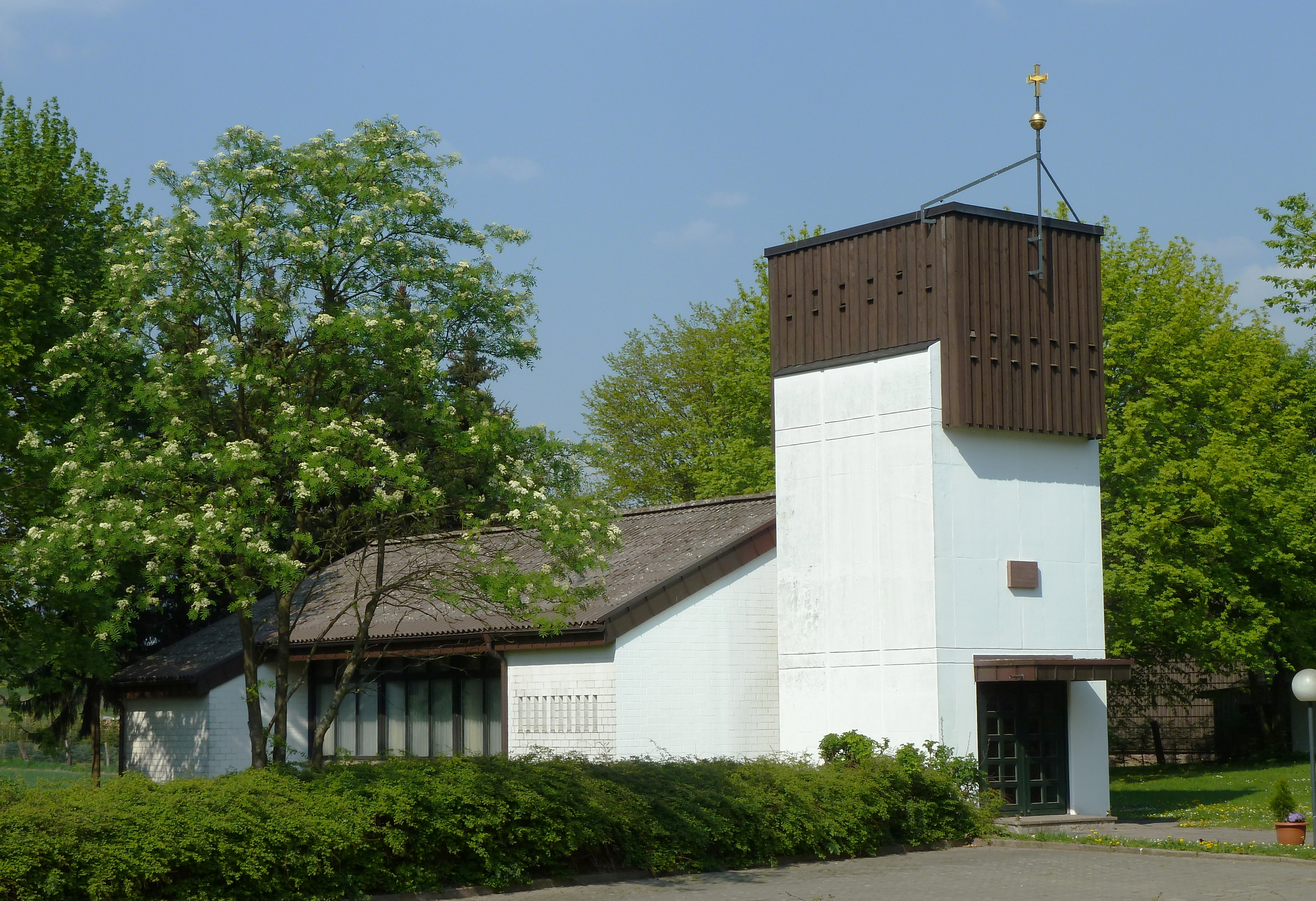
Evangelisch-lutherse kerk

De in 1980 op de plaats van een oudere kapel gebouwde evangelisch-lutherse kerk van Arholzen is ook bedoeld voor de lutheranen in het aangrenzende Deensen.
Het dorp ligt aan de spoorlijn van Station Kreiensen naar station Altenbeken v.v., maar het station van Arholzen werd in 1987 gesloten. Bij het stationnetje is een bushalte van de streekbus Holzminden- Stadtoldendorf v.v..
Rondom dit voormalige stationnetje staan enige bedrijven, die natuursteen verwerken en verhandelen, en die vanwege de hoge kwaliteit van hun producten in geheel Duitsland bekend zijn.
- Gemeinsame Normdatei: 10042337-1
- Virtual International Authority File: 122937370
- WorldCat: E39PBJcWtC37jrwWGRPWR9mKh3

Arholzen · 
Bevern · 
Bodenwerder · 
Boffzen · 
Brevörde · 
Deensen · 
Delligsen · 
Derental · 
Dielmissen · 
Eimen · 
Eschershausen · 
Fürstenberg · 
Golmbach · 
Halle · 
Hehlen · 
Heinade · 
Heinsen · 
Heyen · 
Holenberg · 
Holzen · 
Holzminden · 
Kirchbrak · 
Lauenförde · 
Lenne · 
Lüerdissen · 
Negenborn · 
Ottenstein · 
Pegestorf · 
Polle · 
Stadtoldendorf · 
Vahlbruch · 
Wangelnstedt